# 吉良俊一
吉良 俊一（きら しゅんいち、1889年（明治22年）9月9日 - 1947年（昭和22年）4月30日）は、日本の海軍軍人。最終階級は海軍中将。

## 経歴
1889年9月9日、大分県に生まれる。1909年3月、杵築中学を卒業。9月、海兵40期に入学。同期には山口多聞、宇垣纏、大西瀧治郎、千田貞敏らがいる。1912年7月、海兵40期を卒業し、少尉候補生になる。1913年（大正2年）12月、少尉任官。
1916年12月1日、航空術学生に任命。1921年（大正10年）8月6日、センピル教育団の講習に参加した。1922年11月10日、航空母艦「鳳翔」航空長兼分隊長に任命。1923年（大正12年）3月16日、「鳳翔」で行われた一〇式艦上戦闘機の発着艦テストに成功。日本人として空母初着艦を成功させ、12月に着艦を成功させた亀井凱夫中尉、馬場篤麿中尉と合わせて着艦三羽烏の異名が付いた。この時1回目の着艦テストでは甲板を滑って海上に転落。予備機で行われた第2回のテストで着艦に成功している。なお、日本での航空母艦への着艦は元英国空軍大尉ウィリアム・ジョルダンが、また滑走台からの発艦は桑原虎雄が成功していた。
1933年11月1日、大湊海軍航空隊司令に任命。11月15日、大佐に昇進。1935年10月31日、航空母艦「龍驤」艦長に任命。1936年12月5日、海軍大学校特修学生に任命。1937年8月26日、特設水上機母艦香久丸艦長に任命。同年12月15日、海軍航空廠飛行実験部長兼海軍技術会議議員に任命。
1940年11月1日、第十二連合航空隊司令官に任命。同年11月15日、任海軍少将。1941年12月、太平洋戦争が勃発。1942年（昭和17年）5月15日、第二十二航空戦隊司令官に任命。1943年11月1日、中将に昇進。11月21日、ギルバート諸島沖航空戦が発生し、吉良が航空部隊の統一指揮を執る。1944年1月1日、軍令部出仕。2月19日、第五十一航空戦隊司令官に任命。1944年3月15日、横須賀海軍航空隊司令官。3月22日、大海指第三五八号が発令され、東号作戦部隊の指揮官が横須賀空司令官となり、作戦発動以前でも編入予定の部隊に指示を与えられるようにされた。1944年5月20日午前10時、吉良は南鳥島空襲の報を受けて東号作戦部隊指揮官として電令作第一号で東号作戦発動を命じた。20日は本州南東方の天候が不良で十分な索敵が行えなかったが、吉良は敵機動部隊が本土に接近する可能性があると判断し、同日午後4時45分「攻撃部署用意」、翌21日午前3時30分以降「即時待機」を命じたが、5月24日のウェーク島来襲後はもはや本土方面に来襲のおそれはなくなったと軍令部は判断し、同日午後6時に大海指第三八六号をもって東号作戦部隊の編制が解かれた。
1944年（昭和19年）7月10日、第三航空艦隊司令長官に任命。病気が原因で転任。11月11日、軍令部出仕。1945年（昭和20年）9月6日、予備役編入。
1947年（昭和22年）4月30日死去。死去後に公職追放の仮指定を受けた。

## 栄典
位階
- 1914年（大正3年）1月30日 - 正八位[10]
- 1916年（大正5年）1月21日 - 従七位[11]

勲章
- 1941年（昭和16年）4月11日 - 勲二等瑞宝章[12]